# The Spell of the Poppy
The Spell of the Poppy è un cortometraggio muto del 1915 diretto da Tod Browning.

## Trama
Manfredi è un giovane musicista oppiomane che lavora come pianista in un locale cinese. Un ricco turista si interessa a lui e gli paga gli studi all'estero. Prima di partire, Manfredi promette a Zuletta che la sposerà al suo ritorno. Ma, quando torna, il giovane - sempre sotto gli influssi della droga - si proclama un genio e abbandona Zuletta per corteggiare Margery Rodi, una sua studentessa di musica, ragazza della buona società. Influenzata da Manfredi, anche lei comincia a fumare l'oppio. John Hale, il fidanzato di Margery, è un agente dell'antidroga. Scopre, attraverso la vendicativa Zuletta, i traffici di Manfredi e riesce a salvare la fidanzata prima che sia troppo tardi.

## Produzione
Il film fu prodotto dalla Majestic Motion Picture Company.

## Distribuzione
Distribuito dalla Mutual Film, il film uscì nelle sale cinematografiche USA il 9 maggio 1915.